# Birkat asch-Schams
Der Birkat asch-Schams (dt. Sonnensee, arabisch بركة الشمس, DMG Birkat aš-Šams), auch als Solar-Lake bekannt, ist ein Salzwassersee am Ende des Roten Meeres in Ägypten, der durch seine besondere Lage und seinen hohen Salzgehalt wie ein Solarkollektor wirkt und mit 60,5 °C die höchsten Wassertemperaturen erzeugt, die bislang auf der Erde in einem Salzsee gemessen wurden. Dieser seit etwa 4600 Jahren existierende See hat besondere hydrographische, chemische und biologische Eigenschaften, die inzwischen unter anderem mit dem Ziel erforscht werden, neue Methoden zur solaren Heißwasser- und Stromerzeugung zu entwickeln.

## Umwelt
Der Salzsee liegt etwa 18 km südlich von Eilat auf der Sinai-Halbinsel in Ägypten in der Wüste nahe an der Grenze zu Israel. Es handelt sich um eine schmale Lagune zwischen zwei felsigen Landzungen, die durch küstennah abgelagerte Sedimente vom Roten Meer getrennt wurde. Der See ist etwa 140 Meter lang, 50 Meter breit und 4 bis 6 Meter tief. Das in den See durch einen 60 Meter breiten Damm sickernde Salzwasser des Golfs von Aqaba verdunstet, wobei sich die Salzkonzentration erhöht und Salzkristalle gebildet und abgelagert werden. Hierdurch weist das Wasser ein hyalines Aussehen auf. In dieser salzhaltigen Umgebung mit 320 Sonnentagen im Jahr bilden sich seltene Stromatolithen.
Durch den Einfluss der Sonne und der damit verbundenen Verdunstung von Wasser entwickelt sich eine extrem hohe Wassertemperatur verbunden mit einem hohen Salzgehalt. Der extreme Salzgehalt des Solar Lake von 8 Prozent, ist doppelt so hoch wie der durchschnittliche Salzgehalt der Weltmeere. In diesem See wachsen die Stromatolithe extrem langsam. Durch die Sonneneinstrahlung und die Sonnenenergie bilden sich im Salzwasser Kristalle, die so genannten Monohydrocalcite und andere Karbonate, die sich in Form von Matten in einer Dicke von etwa einem Meter niedergeschlagen haben.
Diese Umweltbedingungen sind die Voraussetzung zum Entstehen der Stromatolithen in Verbindung mit Cyanobakterien.
Nachts werden die oberflächennahen Wasser des Sees von den kalten Winden der Wüste bestrichen und das warme Wasser verliert Temperatur. Dabei entsteht durch die Schichtung des Wassers ein starker Temperaturgradient von bis zu 18 °C pro Meter. Die Salzschichten nehmen Sonnenenergie tagsüber auf und akkumulieren sie. Im Solar Lake entwickeln sich durch diesen Effekt Temperaturen von bis zu 60,5 °C und Salzgehalte von bis zu 18 %. Die Temperatur von 60,5 °C wurde in 2,5 bis 3 Meter und 40 °C in 5 Meter Tiefe gemessen.
Der genaue Aufheizmechanismus ist im Artikel Solar Pond exakter beschrieben.

## Lebewesen
An seichten Stellen des Sees bildete sich ein Teppich von Cyanobakterien, Schwefelbakterien und Kieselalgen. In der Mitte des Teppichs haben sich Gipskrusten und sauerstofffreier Schlamm gebildet.
In dieser extremen Umwelt können nur wenige Organismen überleben. Es sind winzige Käfer und Krebse, Plattwürmer und Wimpertierchen. An offenen Stellen und in tieferen Lagen im See lebt der Salinenkrebs. Diese Organismen haben zu ihrem Überleben Glycerin in ihren Zellen eingebaut und bilden nach ihrem Absterben karbonatreiche biogene Ablagerungen.

## Nutzung der Effekte für die Solarenergietechnik
An dem im Solar Lake vorkommenden Effekt wurde geforscht und experimentiert, mit dem Ziel die Effekte für technische Anwendungen in Form von Solarwärmespeichern, sogenannten Solarteichen, nutzbar zu machen.
- In Israel konnten sogenannte Mini-OTEC-Turbinen (Ocean Thermal Energy Conversion) entwickelt werden, die das extreme Temperaturgefälle im Salzsee nutzen, um Elektrizität zu erzeugen.
- Ein Ingenieur in New Mexico hat sich ein gel-basiertes Solar Pond (deutsch: Solarbassin) patentieren lassen, das Wärme speichert und in der Lage ist, nach einigen Monaten Speicherung Wasser zu kochen. Ebenso gibt es in New Jersey Solarbassin zur Heißwassererzeugung.

Diese Effekte könnte nach Auffassung von Forschern durchaus eine verwirklichbare Perspektive zur Energieerzeugung in der Zukunft bilden, wenn darüber weiter geforscht wird und Methoden entwickelt werden, die sich wirtschaftlich realisieren lassen.